# Аполиха (Новосибірська область)
Аполиха (рос. Аполиха) — присілок у Купинському районі Новосибірської області Російської Федерації.
Входить до складу муніципального утворення Медяковська сільрада. Населення становить 125 осіб (2010).

## Історія
Згідно із законом від 2 червня 2004 року органом місцевого самоврядування є Медяковська сільрада.

## Населення
| 2002 | 2007 | 2010 |
| ---- | ---- | ---- |
| 179  | ↘161 | ↘125 |